# Kosti, Sudan
Kosti hay Kusti (tiếng Ả Rập: كوستي), là một trong những thành phố lớn ở Sudan, trên bờ phía tây của sông Nin Trắng. Nó nằm gần Rabak thủ phủ bang Nin Trắng. Thành phố có ga tàu Kosti và sân bay Rabak.

## Lịch sử
Kosti được thành lập ngay sau năm 1899 bởi thương gia Hy Lạp Konstantinos "Kostas" Mourikis, người đã đến Sudan cùng với anh trai mình sau chiến thắng của Anh-Ai Cập trước nhà nước khởi nghĩa Mahdi. Ông đã mở một cửa hàng và định cư trên sông Nin Trắng. Khu định cư nhanh chóng phát triển thành một thành phố và được đặt tên theo Kostas, cho thấy vai trò quan trọng của người Hy Lạp ở Sudan trong lĩnh vực thương mại.

## Kinh tế và giáo dục
Nhà máy đường lớn Kenana lớn nằm ở phía đông thành phố.
Kosti có Đại học El Imam El Mahdi, được thành lập năm 1994 và do Bộ Giáo dục Đại học và Nghiên cứu Khoa học tài trợ. Nó được đặt tên theo Muhammad Ahmad, nhà lãnh đạo của khởi nghĩa Mahdi trong lịch sử Sudan (1885-1898).

## Khí hậu
Kosti, giống như hầu hết Sudan, có khí hậu rất khô hạn và nóng quanh năm.
| Dữ liệu khí hậu của Kosti, Sudan (1961–1990) | Dữ liệu khí hậu của Kosti, Sudan (1961–1990) | Dữ liệu khí hậu của Kosti, Sudan (1961–1990) | Dữ liệu khí hậu của Kosti, Sudan (1961–1990) | Dữ liệu khí hậu của Kosti, Sudan (1961–1990) | Dữ liệu khí hậu của Kosti, Sudan (1961–1990) | Dữ liệu khí hậu của Kosti, Sudan (1961–1990) | Dữ liệu khí hậu của Kosti, Sudan (1961–1990) | Dữ liệu khí hậu của Kosti, Sudan (1961–1990) | Dữ liệu khí hậu của Kosti, Sudan (1961–1990) | Dữ liệu khí hậu của Kosti, Sudan (1961–1990) | Dữ liệu khí hậu của Kosti, Sudan (1961–1990) | Dữ liệu khí hậu của Kosti, Sudan (1961–1990) | Dữ liệu khí hậu của Kosti, Sudan (1961–1990) |
| Tháng                                        | 1                                            | 2                                            | 3                                            | 4                                            | 5                                            | 6                                            | 7                                            | 8                                            | 9                                            | 10                                           | 11                                           | 12                                           | Năm                                          |
| -------------------------------------------- | -------------------------------------------- | -------------------------------------------- | -------------------------------------------- | -------------------------------------------- | -------------------------------------------- | -------------------------------------------- | -------------------------------------------- | -------------------------------------------- | -------------------------------------------- | -------------------------------------------- | -------------------------------------------- | -------------------------------------------- | -------------------------------------------- |
| Cao kỉ lục °C (°F)                           | 40.6 (105.1)                                 | 43.6 (110.5)                                 | 45.8 (114.4)                                 | 46.0 (114.8)                                 | 46.0 (114.8)                                 | 45.0 (113.0)                                 | 42.6 (108.7)                                 | 42.0 (107.6)                                 | 41.6 (106.9)                                 | 42.6 (108.7)                                 | 41.7 (107.1)                                 | 41.5 (106.7)                                 | 46.0 (114.8)                                 |
| Trung bình ngày tối đa °C (°F)               | 32.4 (90.3)                                  | 34.8 (94.6)                                  | 38.5 (101.3)                                 | 41.2 (106.2)                                 | 41.2 (106.2)                                 | 38.6 (101.5)                                 | 33.7 (92.7)                                  | 33.5 (92.3)                                  | 32.8 (91.0)                                  | 35.2 (95.4)                                  | 34.7 (94.5)                                  | 32.0 (89.6)                                  | 35.7 (96.3)                                  |
| Trung bình ngày °C (°F)                      | 24.2 (75.6)                                  | 26.0 (78.8)                                  | 29.5 (85.1)                                  | 32.0 (89.6)                                  | 33.3 (91.9)                                  | 31.9 (89.4)                                  | 28.7 (83.7)                                  | 28.2 (82.8)                                  | 27.9 (82.2)                                  | 29.3 (84.7)                                  | 27.6 (81.7)                                  | 24.6 (76.3)                                  | 28.6 (83.5)                                  |
| Tối thiểu trung bình ngày °C (°F)            | 16.0 (60.8)                                  | 17.2 (63.0)                                  | 20.4 (68.7)                                  | 22.8 (73.0)                                  | 25.4 (77.7)                                  | 25.1 (77.2)                                  | 23.6 (74.5)                                  | 22.9 (73.2)                                  | 23.1 (73.6)                                  | 23.4 (74.1)                                  | 20.5 (68.9)                                  | 17.2 (63.0)                                  | 21.5 (70.7)                                  |
| Thấp kỉ lục °C (°F)                          | 9.4 (48.9)                                   | 9.9 (49.8)                                   | 12.6 (54.7)                                  | 14.0 (57.2)                                  | 17.3 (63.1)                                  | 19.0 (66.2)                                  | 18.4 (65.1)                                  | 18.5 (65.3)                                  | 18.8 (65.8)                                  | 14.5 (58.1)                                  | 13.1 (55.6)                                  | 8.6 (47.5)                                   | 8.6 (47.5)                                   |
| Lượng Giáng thủy trung bình mm (inches)      | 0.0 (0.0)                                    | 0.0 (0.0)                                    | 0.0 (0.0)                                    | 1.5 (0.06)                                   | 13.0 (0.51)                                  | 43.5 (1.71)                                  | 97.9 (3.85)                                  | 119.4 (4.70)                                 | 62.5 (2.46)                                  | 10.9 (0.43)                                  | 2.4 (0.09)                                   | 0.0 (0.0)                                    | 351.1 (13.82)                                |
| Số ngày giáng thủy trung bình (≥ 0.1 mm)     | 0.0                                          | 0.0                                          | 0.0                                          | 0.2                                          | 2.4                                          | 5.4                                          | 10.0                                         | 12.2                                         | 6.7                                          | 2.4                                          | 0.3                                          | 0.0                                          | 39.6                                         |
| Độ ẩm tương đối trung bình (%)               | 39                                           | 32                                           | 29                                           | 26                                           | 34                                           | 48                                           | 63                                           | 71                                           | 66                                           | 51                                           | 41                                           | 41                                           | 45.1                                         |
| Số giờ nắng trung bình tháng                 | 313.1                                        | 280.0                                        | 300.7                                        | 303.0                                        | 294.5                                        | 249.0                                        | 217.0                                        | 220.1                                        | 243.0                                        | 288.3                                        | 306.0                                        | 316.2                                        | 3.330,9                                      |
| Phần trăm nắng có thể                        | 89                                           | 86                                           | 81                                           | 79                                           | 75                                           | 65                                           | 55                                           | 57                                           | 65                                           | 76                                           | 89                                           | 86                                           | 75                                           |
| Nguồn: NOAA                                  |                                              |                                              |                                              |                                              |                                              |                                              |                                              |                                              |                                              |                                              |                                              |                                              |                                              |

## Hình ảnh

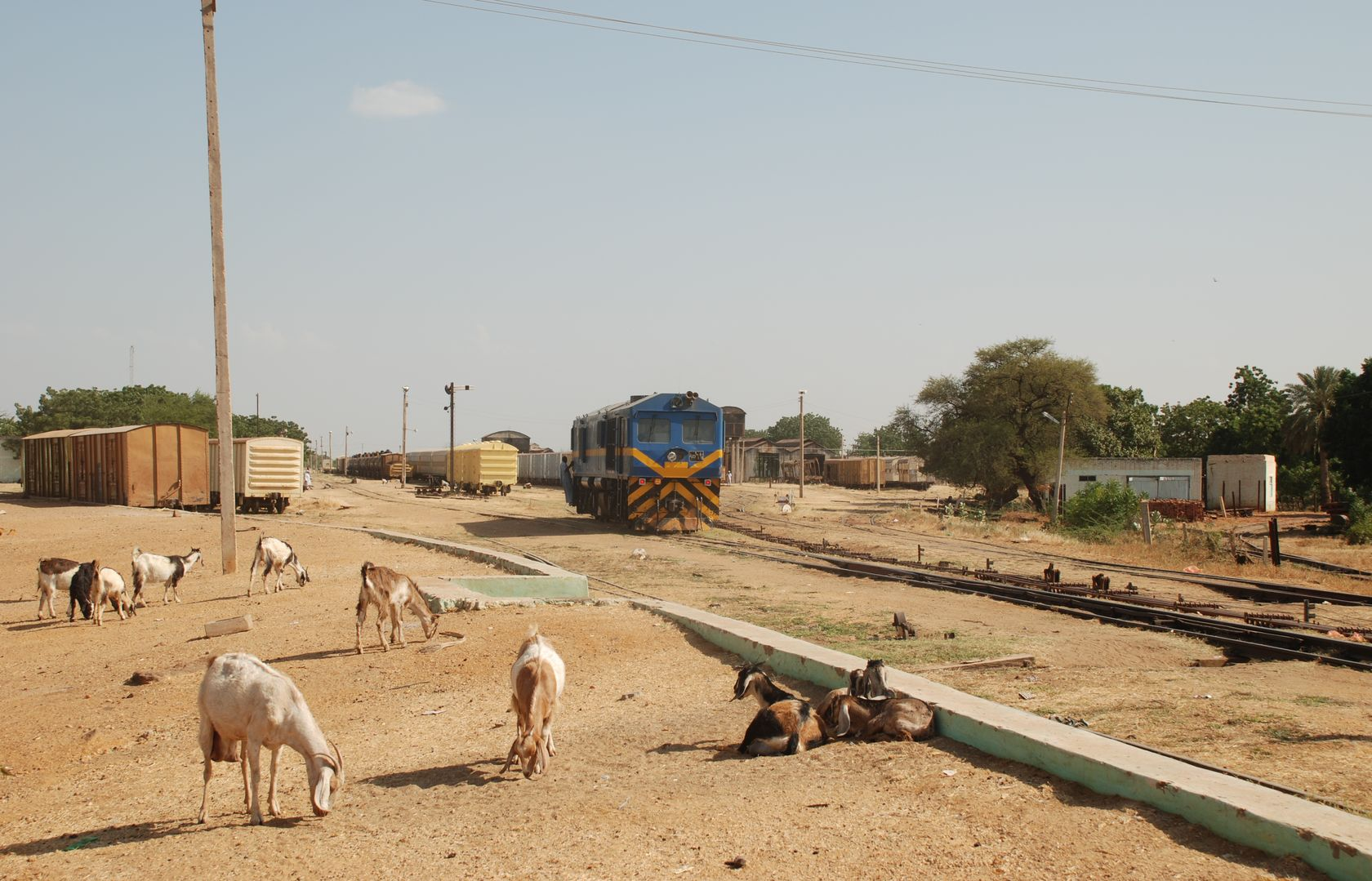
Ga tàu hỏa
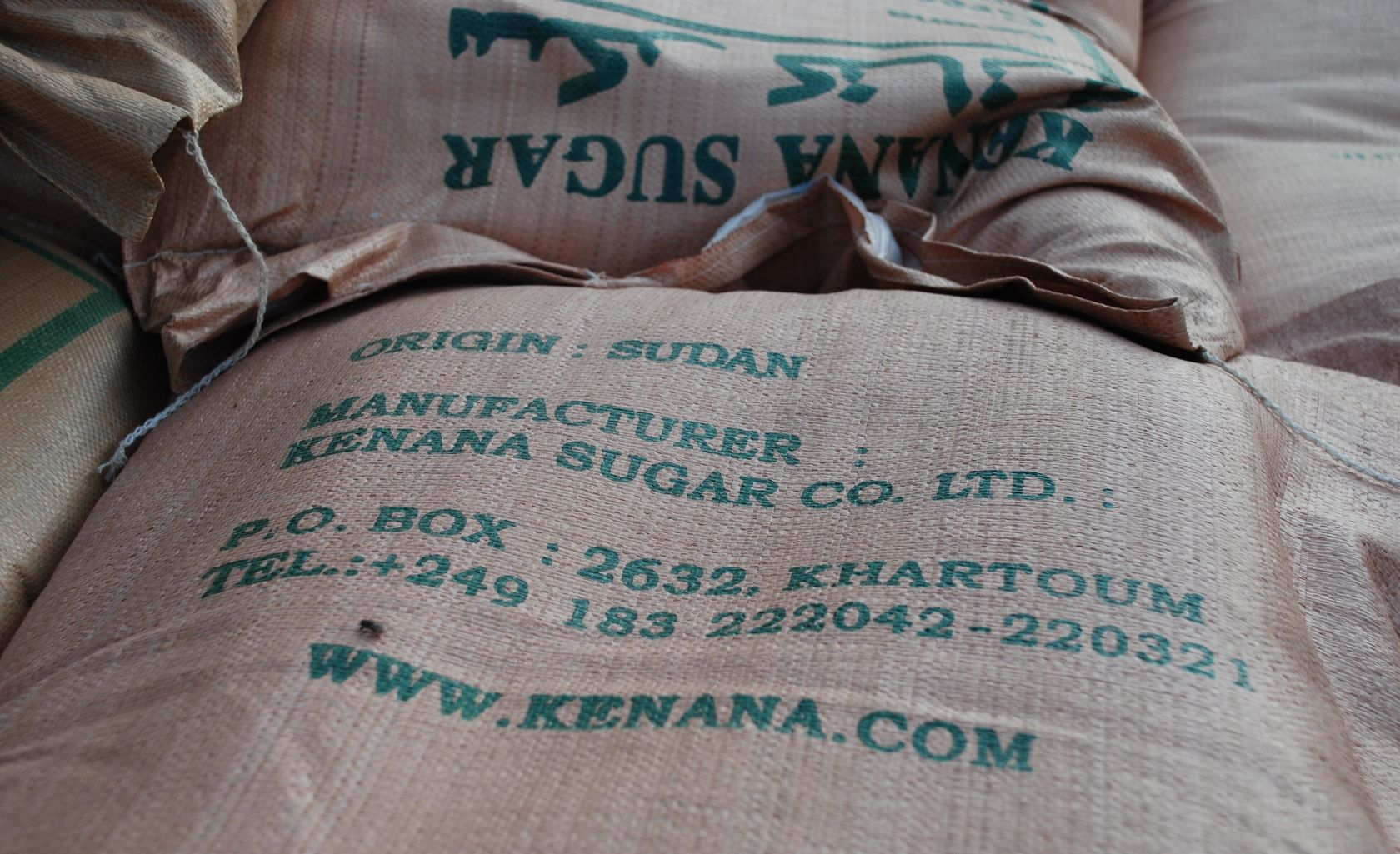
Đường sản xuất ở nhà máy Kenana
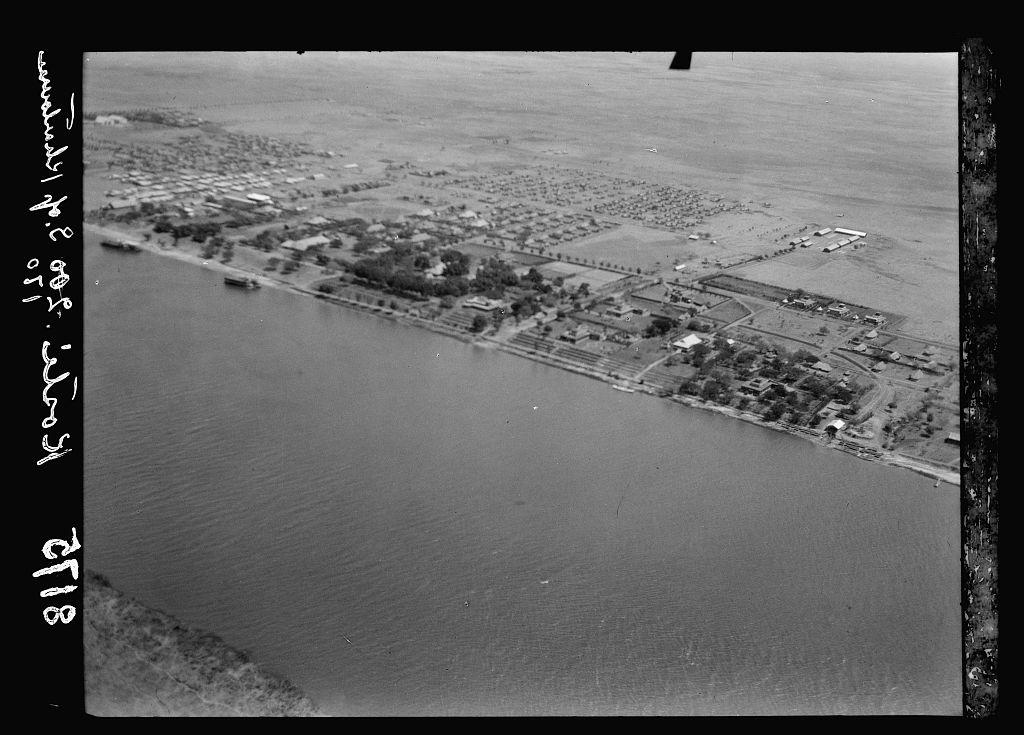
Quang cảnh Kosti vào năm 1936